# SR Kultur

Ehemaliges Senderlogo

SR Kultur (Eigenschreibweise SR kultur, bis 22. September 2024: SR 2 Kulturradio) ist das zweite Hörfunkprogramm des Saarländischen Rundfunks (SR) und deckt das Genre der Kultur in einem weit gefassten Sinne ab. Als öffentlich-rechtliches Programm bietet der Sender ein abwechslungsreiches Angebot im Sinne des Grundversorgungsauftrags. SR Kultur bezeichnet neben dem gleichnamigen Hörfunkprogramm gleichzeitig eine programmübergreifende „Themenmarke“ für kulturelle Inhalte in den Programmen des Saarländischen Rundfunks, ähnlich wie es kurz zuvor beim Südwestrundfunk mit SWR Kultur geschehen war.

## Geschichte
SR 2 Kulturradio wurde 1967 als „Studiowelle Saar“ gegründet, von 1972 bis 1991 in Kooperation mit dem Süddeutschen Rundfunk (SDR) und dem Südwestfunk (SWF). In den Jahren 1991 bis 1994 wurden in Teilen die Sendeinhalte von hr2, dem 2. Hörfunkprogramms des Hessischen Rundfunks, zugeschaltet. Als ganztägiges Programm war das seit 1990 so benannte SR 2 Kulturradio seit dem 1. Januar 1995 auf Sendung. Mit Wirkung zum 23. September 2024 erfolgte die Umbenennung zu SR kultur.
Zum Zielpublikum zählen Kulturinteressierte sowie Menschen, die an Hintergründen und Meinungen zum Politik- und Weltgeschehen interessiert sind. Ein wesentlicher Bestandteil sind kritische und hinterfragende Programminhalte. Zu den vorherrschenden Musikfarben zählen gehobene Popularmusik, Jazz und klassische Musik. Die Sendeformate bieten Berichte aus Politik, Wirtschaft, Kultur und Gesellschaft, sowie Dokumentationen mit Hintergrundinformationen.
Die Breitenwirkung des Senders wird gerne zur Ausstrahlung von Produktionen der Deutschen Radio Philharmonie Saarbrücken Kaiserslautern (vormals Rundfunk-Sinfonieorchester Saarbrücken) genutzt.
Im Jahr 2012 begann der Saarländische Rundfunk mit einer Programmreform, um Sparmaßnahmen im Programm des SR 2 Kulturradio umzusetzen. Radio-Features gibt es nur noch an Feiertagen, und es werden pro Jahr zwei Hörspiele weniger als zuvor produziert. Außerdem wird der Hörspieltermin vom Donnerstag auf den Sonntagnachmittag verlegt. Um Leitungskosten zu sparen, gibt es weniger Liveübertragungen.
Um geänderten Hörgewohnheiten Rechnung zu tragen, hat SR 2 Kulturradio ab dem 29. Juni 2014 vor allem das Tagesprogramm von Montag bis Freitag zwischen 6.00 Uhr und 17.30 Uhr hörbar reformiert. Musikalisch setzt die Welle verstärkt auf ein Cross-over-Konzept aus Klassik, Jazz, Welt- und anspruchsvoller Popmusik, das so bereits in verschiedenen Sendungen am Morgen, am Mittag und am frühen Abend erprobt worden war. Der journalistische Wortanteil der Sendestrecken wurde deutlich ausgebaut. Dabei wird nach Angaben des Senders auf eine Verstärkung der regionalen (Kultur-)Berichterstattung Wert gelegt.
Seit 23. September 2024 nennt sich der Sender SR Kultur. Der Saarländische Rundfunk will so die Kultur als Marke stärken und die verschiedenen Angebote unter einer Marke bündeln.

## Empfang
Zu empfangen ist der Kultur- und Informationskanal des Saarländischen Rundfunks im ARD-Digital Radiobouquet via Satellit sowie terrestrisch im gesamten Saarland über UKW und das Digitalradio DAB sowie per Internet-Stream der Senderhomepage.